# Diplosphaera
Diplosphaera es un género de foraminífero bentónico considerado homónimo posterior de Diplosphaera Haeckel, 1860, y sustituido por Diplosphaerina de la subfamilia Archaesphaerinae, de la familia Archaesphaeridae, de la superfamilia Parathuramminoidea, del suborden Fusulinina y del orden Fusulinida. Su especie tipo era Diplosphaera inaequalis. Su rango cronoestratigráfico abarcaba el Carbonífero.

## Discusión
Clasificaciones más recientes incluirían Diplosphaera en la superfamilia Caligelloidea, del suborden Earlandiina, del orden Earlandiida, de la subclase Afusulinana y de la clase Fusulinata.

## Clasificación
Diplosphaera incluía a la siguiente especie:
- Diplosphaera inaequalis †